# Kobylak (Kobyłka)
Kobylak – dzielnica miasta Kobyłki w województwie mazowieckim, w powiecie wołomińskim. Dawniej samodzielna wieś, w 1993 podzielona między Kobyłkę i Zielonkę (jako dzielnica Kobylak). Kobylak kobyłecki leży w najdalej na południe wysuniętej części Kobyłki na obszarze zalesionym, przy granicy z zieloneckim Kobylakiem oraz wsią Turów. Północną część dzielnicy Kobylak stanowi osiedle Turów (do 1993 część wsi Turów), przez co dzielnica niekiedy jest nazywana Kobylak-Turów.
Jeden z najstarszych przysiółków kobyłeckich, istniejących jeszcze przed parcelacją majątku.
W latach 1867–1928 parcela w gminie Radzymin, a 1928–1954 w gminie Kobyłka w powiecie radzymińskim. 20 października 1933 utworzył gromadę w granicach gminy Kobyłka, składającą się z wsi Kobylak i kolonii Michnowizna.
Od 1 lipca 1952 w powiecie wołomińskim. Tego samego dnia włączony do gminy Zielonka.
W związku z reorganizacją administracji wiejskiej jesienią 1954 Kobylak wszedł w skład gromady Ossów, a po jej zniesieniu w skład gromady Wołomin.
W 1971 roku Kobylak liczył 436 mieszkańców.
W związku z reaktywowaniem gmin 1 stycznia 1973 Kobylak wszedł w skład nowo utworzonej gminy Wołomin. 1 czerwca 1975 gmina weszła w skład stołecznego województwa warszawskiego.
1 stycznia 1993 wieś Kobylak wyłączono z gminy Wołomin, po czym 94,50 ha (część południową) włączono do Zielonki (z których utworzono zielonecką dzielnicę Kobylak), a 35,20 ha (część północną) do Kobyłki, z których utworzono kobyłecką dzielnicę Kobylak. Równocześnie z gminy Wołomin wyłączono 132,40 ha wsi Turów, tworząc kobyłeckie osiedle Turów, administrowane wspólnie z kobyłeckim Kobylakiem.

## Ulice
W granicach Kobylaka (właściwego) znajdują się następujące ulice:
- Gen. Jana Henryka Dąbrowskiego, Hubala, Stanisława Mikołajczyka, Jana Nowaka-Jeziorańskiego, Macieja Rataja, Wincentego Witosa.

W granicach Turowa znajdują się następujące ulice:
- Batalionów Chłopskich, Grodzka, Husarii, Kawalerii, Gen. Franciszka Kleeberga, Kosynierów, Kresowa, Lotników, Gen. Stanisława Maczka, Orląt Lwowskich, Gen. Tadeusza Rozwadowskiego, Gen. Władysława Sikorskiego, Stanisława Skalskiego, Szwoleżerów, Ułanów, Wileńska, Ks. Sylwestra Zycha.